# Kerencs
Kerencs (szlovákul Krnča) község Szlovákiában, a Nyitrai kerület Nagytapolcsányi járásában.

## Fekvése
Nagytapolcsánytól 8 km-re délkeletre, a Dršna patak két partján fekszik. Településrészei Kutňa, Závada, Krnča és Zemiansky koniec.

## Története
A régészeti leletek tanúsága szerint területén a korai bronzkorban a lausitzi kultúra települése állt. A hallstatti korban erődített település, később a laténi és a puhói kultúra települése volt itt.
Kerencset 1183-ban "Kernulch" alakban említik először, de a falu valószínűleg ennél sokkal régebbi. A divéki uradalom része, majd 1293-ban a kolozsi apátság faluja, részben pedig idegen nemeseké. 1432-1435 között nemesei – Zsoldos János, István és Kerencsi Benedek – a huszitákkal szimpatizáltak, ezért a falut Luxemburgi Zsigmond hívei elpusztították. Később a Gosztonyi és Ordódy családok birtokolták. 1553-ban 5 és fél portája adózott. 1715-ben 15 háztartása volt. 1778-ban 7 nemes, 21 jobbágy és 28 zsellércsalád lakta. A 18. század végén három csizmadiát, két posztógyártót, két lakatost, két mészárost, kovácsot, szabót és bognárt említenek a községben. A 19. században szeszfőzdéje is működött. 1828-ban 73 házában 507 lakos élt. Lakói mezőgazdasággal, szőlészettel, káposztatermesztéssel, állattartással és fuvarozással foglalkoztak.
Vályi András szerint "KREMCS. Tót falu Nyitra Várm. földes Urai Gosztonyi, és több Uraságok, lakosai katolikusok, fekszik Nagy Bossányhoz nem meszsze, mellynek filiája, fája van mind a’ két féle réttyei jók, legelője elég, malma helyben, piatzozása Nagy Tapolcsányon." 
Fényes Elek geográfiai szótárában "Krencs, (Krucza), Nyitra m. tót falu, N. Bossán fil., 242 kath., 238 evang., 27 zsidó lak. F. u. az Ordódy család. Ut. p. Nagy-Tapolcsán."  Archiválva 2007. szeptember 27-i dátummal a Wayback Machine-ben
1904-ben a falu nagy része leégett. 1906-ban Matuska gróf palackozó üzemet alapított a községben. A trianoni békeszerződésig Nyitra vármegye Nagytapolcsányi járásához tartozott.
Az Ordódy család kúriáját a 20. század hetvenes éveiben szétszedték.

## Népessége
| Év:            | 1994. | 2004.   | 2014.   | 2024.   |
| -------------- | ----- | ------- | ------- | ------- |
| Emberek száma: | 1275  | 1299    | 1333    | 1379    |
| Eltérés:       |       | +1,88 % | +2,61 % | +3,45 % |

| Év:            | 2023. | 2024.   |
| -------------- | ----- | ------- |
| Emberek száma: | 1373  | 1379    |
| Eltérés:       |       | +0,43 % |

1910-ben 881 lakosából 808 szlovák, 58 magyar, 14 német és 1 egyéb anyanyelvű volt.
2001-ben 1322 lakosából 1315 szlovák volt.
2011-ben 1339 lakosából 1319 szlovák, 4 cseh, 2-2 magyar és lengyel, 1 morva, 1 más, továbbá 10 ismeretlen nemzetiségű volt.
2021-ben 1366 lakosából 1337 (+2) szlovák, 3 magyar, 2 cigány, 7 egyéb és 17 ismeretlen nemzetiségű volt.

## Neves személyek
- Itt született 1722. január 22-én Ribiny János evangélikus lelkész, egyházi író.
- Itt született 1952-ben Ján Lukačka szlovák történészprofesszor.

## Nevezetességei
- A Hétfájdalmú Szűzanya tiszteletére szentelt római katolikus temploma 1947-ben épült.
- Evangélikus temploma 1970-ben épült.
- A falu legrégibb műemléke az 1671-ből származó Szent János szobor.
- A Gosztonyi családnak két kastélya áll a településen.
- A falunak népi együttese van.

## Külső hivatkozások
- Községinfó
- Kerencs Szlovákia térképén
- Traveletlas.sk
- E-obce.sk[halott link]